# Forbidden (groupe)
Pour les articles homonymes, voir Forbidden.
Forbidden est un groupe de thrash metal américain, originaire de la Baie de San Francisco, en Californie. Actif dans les années 1980 et 1990, les membres du groupe sont reconnus pour leur rythmique et leurs solos. Ils ont sorti cinq albums sous différents labels et line-ups. 2010 marque le renouveau de la formation américaine avec la signature d'un nouveau contrat sur un nouveau label.

## Biographie

### Débuts et popularité (1985–1991)
Initialement nommé Forbidden Evil, le groupe change de nom après quelques démos pour Forbidden. Leur premier album, intitulé Forbidden Evil en lien avec leur précédent nom, est enregistré et sorti en 1988. Leur formation était alors composée de Russ Anderson (chant), Craig Locicero et Glen Alvelais (guitare), Matt Camacho (à la basse) ainsi que Paul Bostaph (batterie). Cette formation durera jusqu'en 1989. En 1989, Glen Alvelais quitte le groupe pour rejoindre Testament) et est remplacé par le guitariste Tim Calvert. Ils enregistrent alors leur second opus, Twisted into Form. Cet album, différent du premier, comporte par endroit des touches dépressives.
Des problèmes entre les membres du groupe furent la cause du départ du batteur Paul Bostaph (qui remplaça Dave Lombardo dans Slayer peu après) et qui fut est remplacé par Steve Jacobs. C'est sous ce nouveau line-up que le groupe enregistre Distorsion et Green. Cependant, sans l'aide de leur label, le groupe doit se dissoudre après la sortie de Green.

### Première réunion (2001)
En 2001, Forbidden se reforme sous son nom d'origine, Forbidden Evil, à l'occasion d'un concert organisé par Walter Morgan, ami de Chuck Billy (chanteur de Testament), organisé le 11 août de la même année, Thrash of the Titans. Concert organisé afin de rassembler des fonds pour soigner la tumeur au cerveau de Chuck Schuldiner et le cancer de Chuck Billy.

### Seconde réunion (depuis 2007)
En 2007, Blabbermouth.net rapporte que le groupe s'était rencontré plusieurs fois pour discuter d'éventuels concerts pendant l'été 2008 et peut-être d'une reformation. Le groupe aurait repris alors le nom Forbidden et aurait trouvé le batteur Gene Hoglan (Strapping Young Lad, Dark Angel et Death) pour remplacer Paul Bostaph, actuellement membre de Testament.
En 2008, Forbidden entre en négociation avec le label allemand Nuclear Blast Records pour la sortie de leur cinquième album. En 2010, Forbidden marque son grand retour avec la sortie d'un nouvel album, Omega Wave, sur Nuclear Blast Records. C'est aussi l'occasion de découvrir deux nouveaux musiciens venant compléter le line-up : Mark Hernandez (Demonica) à la batterie et pour épauler Craig Locicero, Steve Smyth à la guitare ((Testament, Nevermore, Dragonlord, Vicious Rumors).
Depuis 2012, le groupe est en pause et Matt Camacho et Steve Smyth ne font plus partie du groupe.

## Discographie
- 1988 : Forbidden Evil (Combat/Relativity)
- 1989 : Raw Evil: Live At The Dynamo (Combat)
- 1990 : Twisted into Form (Combat/Relativity)
- 1994 : Distortion (Fierce)
- 1997 : Green (G.U.N.)
- 2010 : Omega Wave (Nuclear Blast)